# Adaganahalli, Krishnarajanagara
Adaganahalli là một làng thuộc tehsil Krishnarajanagara, huyện Mysore, bang Karnataka, Ấn Độ.